# Basivka, Pustomîtî
Basivka (în ucraineană Басівка) este un sat în comuna Hodovîțea din raionul Pustomîtî, regiunea Liov, Ucraina.

## Demografie
Componența lingvistică a localității Basivka
     Ucraineană (100%)
Conform recensământului din 2001, toată populația localității Basivka era vorbitoare de ucraineană (100%).